# 12Y busz (Székesfehérvár)
A székesfehérvári 12Y jelzésű autóbusz a Fecskeparti lakótelep és a Babér utca között közlekedik, a gyári műszakváltások idején. Már 2012-es menetrend projektben meghosszabbították volna a déli végét, hogy a többi gyárat is ki tudja szolgálni, 2024-ben végül mindkét végét meghosszabbították, így megteremtve a Fecskepart - Szedreskert - Belváros - Takarodó út - Alba Ipari Zóna kapcsolatát, magába olvasztva a 13-as vonalat. A viszonylatot a MÁV Személyszállítási Zrt. üzemelteti.

## Útvonala
| Babér utca felé | Fecskeparti lakótelep felé |
| --- | --- |
| Fecskeparti lakótelep vá. – Móri út – Bregyó köz – Liget sor – Palotai út – Piac tér – Vörösmarty tér – Széchenyi utca – Új Váralja sor – Takarodó út – Déli összekötő út – Seregélyesi út – Repkény utca – Babér utca vá. | Babér utca vá. – Repkény utca – Seregélyesi út – Déli összekötő út – Takarodó út – Új Váralja sor – Széchenyi utca – Vörösmarty tér – Piac tér – Palotai út – Liget sor –Bregyó köz – Móri út – Fecskeparti lakótelep vá. |

## Megállóhelyei
| 0  | Fecskeparti lakótelep végállomás | 27 | 33, 34 |                                                                                   |
| 2  | Szent Vendel utca                | 26 | 16, 33, 34 |                                                                                   |
| 4  | Atlétikai központ                | 25 | 16 | Bregyó-közi Ifjúsági és Sportcentrum                                              |
| 5  | Szedreskerti lakónegyed          | 23 | 10, 11, 12, 14, 16 | Vörösmarty Mihály Általános Iskola                                                |
| 6  | Liget sor                        | 22 | 10, 11, 12, 14, 16 | Csónakázótó                                                                       |
| 8  | Szent Gellért utca               | 21 | 10, 11, 12, 14, 16, 17, 36, 37 |                                                                                   |
| 10 | György Oszkár tér                | 20 | 10, 11, 12, 14, 17, 26, 26A, 26G, 36, 37, 38, 42 | Vasvári Pál Általános Iskola                                                      |
| 11 | Halász utca                      | 19 | 37, 42 |                                                                                   |
| 12 | Autóbusz-állomás                 | 18 | 10, 11, 11A, 12, 12A, 13G, 14, 14G, 15, 15Y, 26, 26A, 26G, 36, 37, 38, 40, 41, 43, 44, 912 707, 718, 747, 748, 749, 750, 751, 757, 758, 759, 8000, 8001, 8002, 8010, 8011, 8013, 8030, 8032, 8033, 8035, 8037, 8039, 8040, 8046, 8047, 8048, 8049, 8050, 8055, 8060, 8062, 8065, 8066, 8067, 8068, 8069, 8070, 8078, 8080, 8086, 8090, 8092, 8093, 8095, 8096, 8097, 8098, 8099 1172, 1173, 1174, 1204, 1205, 1215, 1229, 1507, 1510, 1512, 1529, 1563, 1706, 1707, 1734, 1758, 1803, 1808, 1809, 1822, 1823, 1824, 1826, 1840, 1841, 1842, 1843, 1844, 1845, 1853 | Autóbusz-állomás, Alba Plaza, Belváros                                            |
| 14 | Református Általános Iskola      | 16 | 11, 11A, 12, 12A, 13G, 15, 15Y, 22, 23, 23E, 24, 25, 26, 26A, 36, 37, 38, 40, 41, 43, 44, 912 | Református templom, Talentum Református Általános Iskola, József Attila Kollégium |
| 16 | Horvát István utca               | 14 | 11, 11A, 12, 12A, 15, 15Y, 40, 41, 912 |                                                                                   |
| 18 | Bárándi utca                     | 13 | |                                                                                   |
| 19 | Vasútállomás déli parkoló        | 12 | |                                                                                   |
| 20 | Délivasút utca                   | 11 | |                                                                                   |
| 21 | Állatotthon                      | 10 | |                                                                                   |
| 21 | Takarodó út                      | 9  | |                                                                                   |
| 22 | Tejüzem                          |    | 13G, 16, 37, 42 8030, 8032, 8033, 8035, 8037, 8039 1823 | Alföldi Tej Értékesítő és Beszerző Kft., Árpád Szakképző Iskola és Kollégium      |
| 23 | Seregélyesi út 96.               | 7  | 13G, 16, 37, 42 8030, 8032, 8035, 8037, 8039 | Alufe Kft.                                                                        |
| 24 | Seregélyesi út 108.              | 6  | 13G, 16, 37, 42 8030, 8032, 8035, 8037, 8039 | ARÉV Út- és Mélyépítő Kft.                                                        |
| 25 | Repkény utca / Seregélyesi út    | 5  | 13G, 16, 37, 42 8030, 8032, 8033, 8035, 8037, 8039 | Nehézfémöntöde Zrt.                                                               |
| 26 | Kaptár utca                      | 4  | 13G, 24 |                                                                                   |
| 27 | Zsurló utca                      | 3  | 13G, 24 |                                                                                   |
| 27 | Kálmos utca                      | 2  | 13G, 16, 24, 37, 42 |                                                                                   |
| 28 | Zsálya utca                      | 1  | 13G, 16, 24, 37, 42 |                                                                                   |
| 29 | Babér utca végállomás            | 0  | 13G, 14G, 16, 20, 42 |                                                                                   |